# Fotokatalitikus légtisztító
A fotokatalitikus légtisztító egy olyan légtiszító, amiben fényenergia indítja el a folyamatot, ami ártalmatlanítja a kórokozókat. Egyszerű megoldást nyújt azok számára, akik asztmában vagy allergiában szenvednek. A katalizátor megkönnyíti a kémiai reakció bekövetkeztét azzal, hogy csökkenti a beindításához szükséges energiát. A katalizátor felgyorsíthatja a kémiai reakciót, vagy az alacsonyabb hőmérsékleten is bekövetkezhet. A fotokatalízis során a fény biztosítja azt az energiát, amely lehetővé teszi a katalizátor működését.

## A fotokatalitikus légtisztítás működése
Az ultraibolya (UV) fény egy katalizátoranyagot világít meg, amely a levegőben lévő vizet olyan formává alakítja, amely a szennyezés molekuláit ártalmatlanabb anyagokká alakítja. A fotokatalitikus légtisztítókban a levegőt tisztító katalizátor a titán-dioxid (TiO2), amit megfelelő ultraibolya fény világít meg, amitől beindul a folyamat, és a levegőben lévő szennyezett molekulákat szétszakítja. (Baktériumokat, vírusokat és allergén anyagokat hatástalanít.) A titán-dioxid egy félvezető, amelyet integrált áramkörökben használnak. Nincs szükség sok titán-dioxidra, csak egy vékony filmrétegre, amely egy szubsztrátumnak nevezett háttéranyag felületét fedi le. Általában kerámiát vagy alumíniumhálót lehet bevonni vele. 

## Ipari felhasználási területei
- fogászati rendelők
- orvosi rendelők
- gyógyszergyártás
- szanatóriumok

## Kereskedelmi felhasználási területei
- szépészeti szalonok
- kozmetikai helyiségek
- fodrászatok

## Magán felhasználási területei
Egyre több légtechnikai márka használja klímaberendezésekben, beépíthető csőventilátorokban vagy asztali ventilátorban.  A Covid-19 elleni védekezéskor kezdett el nőni az ismertsége, pedig az allergia ellen is hatásos. 

## Egészségügyi tiltás
A titán-dioxid lenyelve rákkeltő hatású lehet, az Európai Unió mint élelmiszer-adalékanyagot (E171 fehér élelmiszerfesték) kitiltotta, semmiféle belső használata nem engedélyezett. 
Külsőleg használva ez nem releváns. 